# 文博园站
文博园站是洛阳轨道交通2号线的地铁车站，位于中华人民共和国河南省洛阳市洛龙区隋唐城路与文博路交叉口北侧，于2021年12月26日开通。

## 车站结构
文博园站位于隋唐城路与文博路交叉口北侧，沿隋唐城路路东设置，大致呈南北走向，为地下两层岛式站台车站，车站长251米，标准段宽19.7米，车站地下一层为站厅层，地下二层为站台层，站台设置全高站台门。
| 地面              | 出入口 | A、B1、B2出入口                                                                                           |
| 地下一层          | 站厅   | 客服中心、自动售票机、验票机                                                                              |
| 地下二层          | 站台   | \| \| \| █ 2号线往二乔路（牡丹桥） \| \| 島式 · 開左邊车门 \| \| \| \| \| \| █ 2号线往八里堂（隋唐园） \| |
|                   |        | █ 2号线往二乔路（牡丹桥）                                                                                 |
| 島式 · 開左邊车门 |        | |
|                   |        | █ 2号线往八里堂（隋唐园）                                                                                 |

## 出入口
文博园站目前开放3个出入口，各出口及周围设施如下所示：
| 出口编号                | 照片 | 地点                         | 可到达目的地                                   |
| ----------------------- | ---- | ---------------------------- | ---------------------------------------------- |
| A · 出口 · （设有）     |      | 隋唐城路（东），文博路（北） | 洛阳市规划展示馆，洛阳广播电视中心，洛阳博物馆 |
| B · 1 · 出口 · （设有） |      | 隋唐城路（东）               | 洛阳市规划展示馆                               |
| B · 2 · 出口            |      | 隋唐城路（西）               | 文博体育公园                                   |
| 图例： 设有             |      |                              |                                                |

## 接驳交通

### 公交车
- 隋唐城路文博路口北：37路，49路
- 洛阳广播电视台：1路，1路早间区间，77路
- 聂湾南：37路，49路，68路

## 历史
本站工程名为博物馆站，正式站名为文博园站，以车站西侧的文博公园命名。
- 2019年5月10日，车站主体结构封顶[5]。
- 2021年12月26日，车站随2号线通车开通[1]。
- 2024年12月14日，车站B2出入口开通[6]。